# Liste der Naturdenkmäler in Altenstadt (Hessen)
Die Liste der Naturdenkmäler in Altenstadt (Hessen) nennt die auf dem Gebiet der Gemeinde Altenstadt, im Wetteraukreis (Hessen), gelegenen Naturdenkmäler. Sie sind nach dem Hessischen Gesetz über Naturschutz und Landschaftspflege (Hessisches Naturschutzgesetz – HAGBNatSchG) § 12 geschützt und bei der unteren Naturschutzbehörde des Wetteraukreises eingetragen. Die Liste entspricht dem Stand vom 1. Januar 2014.
| Bild            | Bezeichnung                         | Ortsteil, Lage                                                                                                  | Beschreibung | Art          | Nr.     |
| --------------- | ----------------------------------- | --- | --- | ------------ | ------- |
| BW              | Speierling                          | Altenstadt, Flur 7, Flurstück 21 50° 17′ 47,2″ N, 8° 55′ 37,4″ O                                                | Speierling am Waldrand, östlicher Baum. Schutzgrund: Speierlinge als Naturdenkmal.                                                                                    | Speierling   | 440.180 |
| BW              | Speierling                          | Altenstadt, Flur 7, Flurstück 21 50° 17′ 47,2″ N, 8° 55′ 36,9″ O                                                | Speierling am Waldrand, westlicher Baum. Schutzgrund: Speierlinge als Naturdenkmal.                                                                                   | Speierling   | 440.181 |
| BW              | Speierlingsreihe an K 236 im Norden | Altenstadt, Flur 10, Flurstück 94/31 (VO); Flur 6, Flurstück 6 (tatsächlich) 50° 18′ 5,2″ N, 8° 55′ 55,7″ O     | Baumreihe an alter Straße am Waldrand, 10 alte und 4 nachgepflanzte Speierlinge. Schutzgrund: Rote-Liste-Art.                                                         | Speierling   | 440.142 |
| Fotos hochladen | Eiche an der Nidder                 | Altenstadt, Flur 13, Flurstück 184 50° 16′ 39,9″ N, 8° 56′ 34,4″ O                                              | Eiche am Flusslauf der Nidder, nördlich von Oberau. Schutzgrund: Großer landschaftsprägender Einzelbaum mit einem mächtigen Stamm und einer großen ausladenden Krone. | Eiche        | 440.257 |
| BW              | Linde am Bahnhof                    | Höchst an der Nidder, Flur 1, Flurstück 310/3 50° 16′ 11,8″ N, 8° 55′ 24,8″ O                                   | Linde östlich des Bahnhofs. Schutzgrund: Großer Ortsbild-prägender Einzelbaum im Bereich des Bahnhofsvorplatzes.                                                      | Linde        | 440.259 |
| Fotos hochladen | Stieleiche am Nidder-Ufer           | Lindheim, Flur 1, Flurstück 48/1 (VO); Flur 7, Flurstück 96 (tatsächlich) 50° 17′ 23,8″ N, 8° 59′ 16,3″ O       | Stieleiche am Ufer der Nidder gegenüber dem Mühlgraben. Schutzgrund: alter mächtiger Solitärbaum.                                                                     | Stieleiche   | 440.140 |
| BW              | Ulme bei der Waldsiedlung           | Oberau, Flur 5, Flurstück 128 50° 16′ 20,4″ N, 8° 57′ 28,6″ O                                                   | Flatterulme an kleinem Bach in einem Waldbestand westlich von Waldsiedlung. Schutzgrund: Schönheit, Seltenheit. Eine der größten in Hessen.                           | Ulme         | 440.242 |
| BW              | Silberlinde vor dem Friedhof        | Rodenbach, Flur 1, Flurstück 36 50° 18′ 3,8″ N, 8° 57′ 12,8″ O                                                  | Silber-Linde an der K236. Schutzgrund: keine Angabe., ortsbildprägende Silberlinde                                                                                    | Silber-Linde | 440.124 |
| BW              | Eiche in der Waldsiedlung           | Waldsiedlung, Flur 19, Flurstück 7/6 (VO); Flur 19, Flurstück 7/96 (tatsächlich) 50° 16′ 3,6″ N, 8° 57′ 50,8″ O | Zwischen Bornfloßstraße 14 und 16. Schutzgrund: keine Angabe., große ortsbildprägende Eiche                                                                           | Eiche        | 440.111 |

Die „Luthereiche auf dem Kirchhof“ (Nr. 440.139) in Heegheim musste 2008 wegen Pilzbefalls notgefällt werden und wurde aus der Liste gelöscht.